# Zwollerkerspel
Zwollerkerspel (Niederdeutsch: Zwollerkärspel) ist eine ehemalige Gemeinde in der niederländischen Provinz Overijssel.
Das Zwoller Kirchspiel lag rund um die Stadt Zwolle. Die Gemeinde hatte eine Fläche von 147,5 km² und zuletzt 14615 Einwohner. Am 1. August 1967 wurde die Gemeinde Zwollerkerspel aufgelöst und auf die Gemeinde Zwolle und umliegende Gemeinden aufgeteilt, wie folgende Tabelle verdeutlicht:
| Gemeinde     | Personen | Fläche (ha) |
| ------------ | -------- | ----------- |
| Genemuiden   | 92       | 1.050       |
| Hasselt      | 1.080    | 4.013       |
| Heino        | 183      | 213         |
| IJsselmuiden | 403      | 1.369       |
| Zwolle       | 12.857   | 7.866       |

Außer Zwolle sind diese Gemeinden seither wiederum in anderen Gemeinden aufgegangen: Genemuiden und Hasselt gehören heute zu Zwartewaterland, Heino zu Raalte und IJsselmuiden zu Kampen.
Der Name Zwollerkerspel lebt als Bezeichnung für eine ehemals von der Nozema betriebene Sendestation des öffentlich-rechtlichen Rundfunksenders von Overijssel, RTV Oost, fort.

## Persönlichkeiten
- Jacoba Greven (1920–1999), Malerin und Zeichnerin